# Емсбирен
Емсбирен (њем. Emsbüren) општина је у њемачкој савезној држави Доња Саксонија. Једно је од 60 општинских средишта округа Емсланд. Према процјени из 2010. у општини је живјело 9.886 становника. Посједује регионалну шифру (AGS) 3454010.

## Географски и демографски подаци
Емсбирен се налази у савезној држави Доња Саксонија у округу Емсланд. Општина се налази на надморској висини од 43 метра. Површина општине износи 139,3 km². У самом мјесту је, према процјени из 2010. године, живјело 9.886 становника. Просјечна густина становништва износи 71 становника/km².

## Међународна сарадња
| Мјесто | Држава    | Врста сарадње | Од    |
| ------ | --------- | ------------- | ----- |
| Лосер  | Холандија | партнерство   | 1998. |
| Извор  |           |               |       |